# Salmo 39

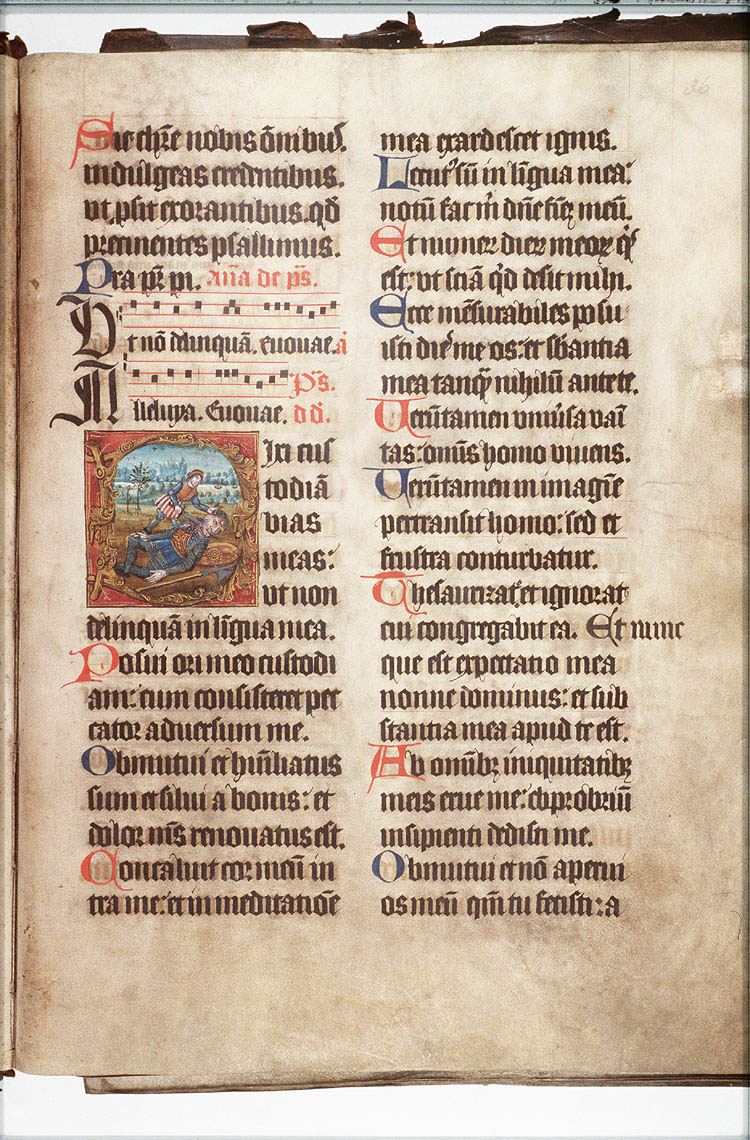
Il salmo 39 in un salterio del XVI secolo.

Il salmo 39 (38 secondo la numerazione greca) costituisce il trentanovesimo capitolo del Libro dei salmi.
È tradizionalmente attribuito al re Davide. È utilizzato dalla Chiesa cattolica nella liturgia delle ore.